# ایالت انامبرا
ایالت انامبرا (به لاتین: Anambra State) یکی از ایالت‌های نیجریه است که در جنوب کشور واقع شده‌است.

## خصوصیات
ایالت انامبرا ۴٬۸۴۴ کیلومترمربع مساحت و ۴٬۰۵۵٬۰۴۸ نفر جمعیت دارد.